# Commonwealth Youth Games 2011/Badminton
Bei den Commonwealth Youth Games 2011 wurden vom 7. bis zum 13. September 2011 auf der Isle of Man fünf Badmintonwettbewerbe ausgetragen.

## Medaillengewinner
| Disziplin    | Gold                          | Silber                               | Bronze                                                  |
| ------------ | ----------------------------- | ------------------------------------ | ------------------------------------------------------- |
| Herreneinzel | Zulfadli Zulkiffli            | Sameer Verma                         | Rhys Walker                                             |
| Dameneinzel  | P. V. Sindhu                  | Sonia Cheah Su Ya                    | Kirsty Gilmour                                          |
| Herrendoppel | Nelson Heg Wei Keat Teo Ee Yi | Ryan McCarthy Tom Wolfenden          | Srikanth Kidambi Hema Nagendra Babu Thandarang          |
| Damendoppel  | Chow Mei Kuan Lee Meng Yean   | Sonia Cheah Su Ya Yang Li Lian       | Achini Nimeshika Ratnasiri Upuli Samanthika Weerasinghe |
| Mixed        | Teo Ee Yi Chow Mei Kuan       | Srikanth Kidambi Maneesha Kukkapalli | Nelson Heg Wei Keat Lee Meng Yean                       |